# Myrothecium bisetosum
Myrothecium bisetosum är en svampart som beskrevs av V. Rao & de Hoog 1983. Myrothecium bisetosum ingår i släktet Myrothecium, ordningen köttkärnsvampar, klassen Sordariomycetes, divisionen sporsäcksvampar och riket svampar.   Inga underarter finns listade i Catalogue of Life.